# Osun (stát)
Osun je jeden ze 36 států Nigérie. Leží v jihozápadní části země a jeho hlavním městem je Oshogbo. Na východě sousedí se státy Ekiti a Ondo, na severu se státem Kwara, na jihu se státěm Ogun a na západě se státem Oyo. Pojmenován byl po řece Osun, která státem protéká. V roce 2016 zde žilo přibližně 4,7 milionu obyvatel. Stát vznikl v srpnu 1991. Dominantním etnikem ve státě jsou Jorubové. 